# Гоцко Василь Васильович
Василь Васильович Го́цко (нар. 24 липня 1983, Тернопіль) — український музикант. Засновник та вокаліст гурту «Холодне Сонце», актор, диктор, режисер відеомонтажу, звукорежисер, модель. Озвучував американський мультфільм «Трансформери». Бренд-войс телеканалу «Прямий» (Київ), англомовний голос спортивного YouTube-каналу SportsMix, диктор католицького телебачення «EWTN Україна».

## Життєпис
З осені 2000 по 2008 рік працював на УХ-радіо (Тернопіль): ведучий прямого ефіру (2000-2004), звукорежисер, співак, диктор новин (2004—2008).
У 2001 році засновує рок-гурт «ХОЛОDНЕ СОНЦЕ».
У 2005 році з відзнакою закінчує ТДТУ ім. І. Пулюя за спеціальністю «Маркетинг». Тоді ж засновує Тернопільську обласну партійну організацію партії «Сильна Україна».
З весни 2008 року до сьогодні працює диктором служби анонсів та режисером відеомонтажу на телеканалі «Тоніс».
З 2008 року — диктор радіостанцій медіа-групи «ТАВР» («Radio ROKS», «Хіт FM»).
З 2009 до 2011 працює звукорежисером на радіо «NRJ» (Київ).
З 2010 — модель в агентстві Fashion Look.
З 2011 року актор театру поезії «Мушля», що при Київській Академічній Театральній Майстерні «Сузір'я».
З грудня 2011 року співає у хорі святої Цецилії римо-католицького храму святого Миколая в м. Києві.
З осені 2017 —  бренд-войс телеканалу «Прямий».
З грудня 2017 —  англомовний голос спортивного YouTube-каналу SportsMix.